# Jaden boeddhatempel
De Jaden Boeddhatempel is een grote boeddhistische tempel in Shanghai die het chan-boeddhisme en Zuiver Land-boeddhisme als stromingen heeft. De tempel werd in 1882 gesticht. De tempel bevat twee boeddhabeelden gemaakt van jade, vandaar de naam Jaden Boeddhatempel. De jade kwam uit Birma. De tempel heeft verschillende hallen en een vegetarisch restaurant en is een toeristische trekpleister. De tempel is de zetel van de Boeddhistische vereniging van Shanghai. De toegang tot de tempel kost twintig Renminbi.